# Бабич, Петар
Петар Бабич (серб. Петар Бабић; 1 ноября 1919, Тишковац-Лички — 31 октября 2006, Белград) — югославский военачальник, генерал-полковник ЮНА, посол СФРЮ в Канаде. Народный герой Югославии.

## Биография
Родился 1 ноября 1919 в местечке Тишковац-Лички (ныне Босния и Герцеговина) у Доньи-Лапца. Родители: Стеван и Рада Бабичи. Окончил три класса средней школы в Дрваре, позднее устроился работать на машиностроительный завод мастером. В 1936 году вступил в Объединение рабочих синдикатов в Дрваре, в 1937 году — в Союз коммунистической молодёжи Югославии. Проходил срочную воинскую службу в Югославской королевской армии в Карловаце и Загребе.
Апрельскую войну Петар встретил в составе королевской армии. Избежал пленения и бежал в родное село, где возглавил вооружённое сопротивление. Участвовал в организации партизанских ячеек в Лике. В конце ноября 1941 года назначен политруком во взводе при батальоне имени Марко Орешковича (позднее стал политруком роты). С января 1942 года член КПЮ. С апреля 1942 года — заместитель политрука при 2-й ликской пролетарской ударной бригаде, с февраля по май 1943 года занимал аналогичную должность уже в 3-й ликской бригаде, с мая 1943 года — политрук штаба Книнского оперативного сектора, с осени 1943 года и до конца войны — политрук 19-й северодалматинской дивизии.
После войны Бабич продолжил службу в Югославской народной армии, дослужившись до звания генерал-полковника. Получал высшее военное образование не только в Высшей военной академии ЮНА, но и генерал-штабной командной школе в США с 1956 по 1957 годы. Высшее политическое образование — в партийной школе имени Джуро Джаковича. Командовал 1-й танковой дивизией и танковым корпусом, преподавал в Высшей военной академии ЮНА тактику, занимал должность заместителя помощника Союзного секретаря по кадровым вопросам ЮНА, начальника кабинета маршала Иосипа Броза Тито, секретаря Совета народной обороны Югославии и помощника Союзного секретаря по военной отрасли экономики. С 1972 по 1976 годы посол Югославии в Канаде, с 1976 года председатель Объединения военной промышленности Югославии. В отставке с 1979 года.
Награждён рядом орденов и медалей: орденом Военного флага, орденом Братства и единства (Золотая звезда), орденом «За храбрость», медалью Партизанской памяти и орденом Народного героя Югославии (указ от 27 ноября 1953).
Петар Бабич скончался 31 октября 2006 в Белграде, 4 ноября был похоронен на Аллее Народных героев на Новом кладбище.